# Antarctic-ekspeditionen 1894-1895
Antarctic-ekspeditionen 1894–95 var en hvalfangstekspedition, som sejlede til Rosshavet i 1894 til 1895 med skibet "Antarctic", ført af kaptajn Leonard Kristensen. Ekspeditionen var organiseret og ledet af Henrik Johan Bull og var finansieret af Svend Foyn. Blandt ekspeditionens deltagere var også Carsten E. Borchgrevink. Ekspeditionen er blevet berømt, fordi en gruppe på otte mand, herunder Borchgrevink, Bull og Kristensen, formåede at komme i land på Kapp Adare den 24. januar 1895. Dette er den første dokumenterede ilandstigning på det antarktiske kontinent. Borchgrevink tog de første prøver af lav og bjergarter fra kontinentet. Hvalfangstmæssigt var ekspeditionen resultatløs.

## Organisering
Antarctic-ekspeditionen blev organiseret og ledet af Henrik Johan Bull, en norsk forretningsmand som havde bosat sig i Australien i slutningen af 1880-erne. Bull planlagde en sæl- og hvalfangstekspedition i antarktiske farvande. Efter forgæves at have forsøgt at skabe interesse blandt Melbournes videnskabelige selskaber for støtte til et kombineret kommercielt og videnskabeligt foretagende, vendte han hjem til Norge for at organisere ekspeditionen derfra. Der mødte han Svend Foyn, den 84 år gamle grundlægger af moderne hvalfangst. Med Foyns hjælp fik han anskaffet en hvalfangerskude "Cap Nor".

### "Antarctic"
"Cap Nor" var en dampdrevet polarskude, som blev bygget på Holmen i Drammen i 1871 som skruefregatskib. Skuden målte 226 bruttoregisterton. Hun havde været i sælfangst i Arktis fra 1872, men var nu taget ud af ishavsfangsten og lå i oplag i Sandefjord. Ifølge Bull var skuden dårligt vedligeholdt, og hun gennemgik større reparationer og opgraderinger og blev omdøbt til det passende navn "Antarctic".

### Personel
Oprindelig blev en kaptajn Sanne hyret som fører af "Antarctic". Han var netop kommet hjem fra en rejse rundt om Kap Horn, men på grund af en uoverensstemmelse blev han udbyttet med den erfarne hval- og sælskudekaptajn Leonard Kristensen. Førstestyrmand Frederik Gjertsen og andenstyrmand Bernhard Jensen havde også erfaring fra ishavsfarten. Med besætning og en lille gruppe videnskabsmænd sejlede de fra Tønsberg den 20. september 1893 med kurs mod Melbourne i Australien via Tristan da Cunha og Kerguelen.
En anden nordmand, som også var udvandret til Australien, Carsten Borchgrevink, hørte, at "Antarctic" ville anløbe Melbourne i september 1894, og han ilede dertil i håb om at få plads ombord. Han var heldig; William Speirs Bruce, en senere fremtrædende polarforsker, og grønlandsveteranen Eivind Astrup havde begge haft til hensigt at deltage i Bulls ekspedition, men ingen af dem havde mulighed for at nå frem til skibets afsejling fra Melbourne. Dette åbnede en mulighed for Borchgrevink, som mødte Bull i Melbourne og fik ham til at overtale kaptajnen til at tage ham med som dæksdreng og deltidsforsker.

## Ekspedition
I de følgende måneder havde "Antarctic" succes med sælfangst omkring subantarktiske øer, men det viste sig at være dårligt med hval. Bull og Kristensen bestemte sig for at føre skibet videre syd over til områder, hvor hval var blevet observeret på tidligere ekspeditioner. Skibet sejlede gennem et isbælte og videre ind i Rosshavet, men hval var fortsat ikke at finde. Den 17. januar 1895 blev der gennemført en ilandstigning på Foyn Island i øgruppen Possession Islands, hvor James Clark Ross havde plantet det britiske flag i 1841. Der lagde de igen en melding i en boks som fremtidig bevis på deres tilstedeværelse. Borchgrevink fandt lav på øen, det første planteliv opdaget syd for den sydlige polarcirkel. Den 24. januar var skibet i nærheden af Kap Adare på den nordligste del af Victoria Land på det antarktiske kontinent. Ross' ekspedition havde ikke været i stand til at komme i land der i 1841, men da "Antarctic" nærmede sig land, blev forholdene rolige nok til at kunne søsætte en mindre båd. En gruppe med Bull, Kristensen, Borchgrevink og flere andre satte dermed kursen mod en rullestensstrand neden for forbjerget. Hvem, som var først i land, er blevet genstand for strid; både Kristensen og Borchgrevink hævdede at have været først, sammen med den 17 år gamle, newzealandske sømand Alexander von Tunzelmann, som fortalte, at han var "hoppet ud for at holde båden stabil". Gruppen hævdede, at dette var den første ilandstigning på det antarktiske fastland, men muligvis var den amerikanske kaptajn John Davis i land på Den antarktiske halvø i 1821. Andre fangstekspeditioner kan også have været i land før ekspeditionen til Kapp Adare.
Mens de var i land ved Kapp Adare samlede Borchgrevink flere prøver af sten og lav; sidstnævnte skulle vise sig at være af stor interesse i videnskabelige kredse, som havde tvivlet på evnen for vegetation til at overleve så langt mod syd. Han studerede også strandlinjen nøje og vurderede mulighederne for en fremtidig ekspedition at gå i land og etablere en overvintringslejr.

## Hjemkomst og efterspil
Da "Antarctic" nåede Melbourne, mønstrede Bull og Borchgrevink af skibet. Et uvenskab udviklede sig mellem dem, muligvis på grund af deres afvigende beretninger om rejsen med "Antarctic"; begge fremhævede sin egen rolle uden fuldt ud at anerkende den andens.
Borchgrevink var overbevist om, at Kapp Adares beliggenhed, med en stor pingvinkoloni, som gav enkel tilgang til ferskt kød og spæk, var egnet som base for en fremtidig overvintringsekspedition og udgangspunkt for undersøgelser af Antarktis indre. For at fremme sine idéer, skyndte Borchgrevink sig til London, hvor Royal Geographical Society var vært for den sjette internationale geografiske kongres. Den 1. august 1895 henvendte han sig til kongressen, hvor han redegjorde for muligheden for at benytte stranden ved Kapp Adare som lejrplads for en videnskabelig ekspedition gennem den antarktiske vinter. Kongressen gav imidlertid ikke sin tilslutning til Borchgrevinks idéer; i stedet vedtog den en generel resolution til støtte for udforskning af Antarktis, hvori den foreslog, at "de enkelte videnskabelige selskaber rundt om i verden skulle opfordre til, på den måde de selv anser mest effektiv, at man går i gang med dette arbejde før udgangen af århundredet". I de to næste år rejste Borchgrevink rundt i Europa og Australien for at skaffe støtte og garantier for sine ekspeditionsideer, men uden særligt resultat. Borchgrevink formåede imidlertid omsider at overtale forlæggeren George Newnes til at dække alle omkostningerne ved ekspeditionen. Afrejsen skete i august 1898 med DS "Southern Cross", og Borchgrevinks mandskab tilbragte vinteren 1899 ved Kapp Adare. Southern Cross-ekspeditionen blev dermed den første, som overvintrede på det antarktiske kontinent. Vinteren før havde imidlertid Belgica-ekspeditionen, hvor Roald Amundsen deltog, gennemgået en ufrivillig overvintring om bord i ekspeditionsfartøjet "Belgica".